# Mount Tyndall (Tasmania)
Mount Tyndall es una montaña (1179 m) al oeste del estado australiano de Tasmania. Se encuentra al norte de la Cordillera de la Costa Oeste. Las tierras altas circundantes se llaman Tyndall Range y se encuentran en el extremo norte de una enorme roca al norte del monte Sedgwick. También hay una serie de lagos glaciares, z. B. Lago Westwood y lago Dora.
La montaña lleva el nombre del científico y escalador irlandés John Tyndall.